# 사쿠라기촌 (시즈오카현)
사쿠라기촌(일본어: 桜木村)은 일본 시즈오카현 오가사군에 있던 촌이다.

## 역사
- 1889년 4월 1일 - 정촌제 시행에 의해 사야군 다루키촌, 아마사쿠라촌이 성립하였다.
- 1896년 4월 1일 - 군 개편에 의해 다루키촌, 아마사쿠라촌은 사야군에서 오가사군으로 변경되었다.
- 1932년 10월 1일 - 다루키촌, 아마사쿠라촌과 합병해 사쿠라기촌이 성립하였다.
- 1954년 3월 31일 - 오가사군 와다오가사촌과 합병해, 기타오가사촌이 되었다.

## 참고문헌
- 가도카와 일본 지명 대사전 22 静岡県